# گویش‌های گوارانی
گویش‌های گوارانی شامل یک مجموعه زنجیره گویشی است که توسط مردم گوارانی تکلم می‌شود. این مجموعه گویش‌های متعددی را در برمی‌گیرد. به صورت عمده زبان گوارانی به گویش‌های غربی و شرقی گوارانی بولیویایی، و گوارانی پاراگوئه‌ای تقسیم می‌شود. گوارانی پاراگوئه‌ای برگویشورترین گویش گوارانی است.